# Cupa Mitropa 1937
Ediția a XI-a, 1937 a Cupei Mitropa aliniază la start 7 națiuni: Italia, Austria, Ungaria, Cehoslovacia (cu câte trei echpe), Elveția (2 echipe), România și Iugoslavia (câte o echipă, repezentate de Campioana țării). Meisl a dorit să aducă și cluburi din Spania, însă demersul său a fost împiedicat de Războiul Civil Spaniol (1936 - 1939).
Sezonul 1937 al turneului de cluburi de fotbal din Cupa Mitropa a fost câștigat de Ferencváros, care a învins-o pe Lazio cu 9–6 în finală. A fost a doua lor victorie în competiție, câștigându-o anterior în 1928. Cele două etape ale finalei s-au jucat pe 12 septembrie și 24 octombrie.
Aceasta a fost cea de-a unsprezecea ediție a turneului și prima ediție cu o echipă din România, (ASC Venus București). Campioana anterioară Austria Wien a pierdut în faza semifinală în fața celor ce au devenit noii câștigători, Ferencváros.

## Echipele participante pe națiuni
| Italia       | Bologna Associazione Gioco Calcio Genova 1893 Circolo del Calcio Societa Sportiva Lazio |
| Austria      | Sportklub Admira Viena Fußballklub Austria Viena First Vienna Football Club 1894        |
| Ungaria      | Ferencvaros Football Club Ujpest Football Club FC MTK Hungaria Budapesta                |
| Cehoslovacia | AC Sparta Praga Slavia Praga SK Prostějov                                               |
| Elveția      | Grasshopper Club Zürich FC Young Fellows Zürich                                         |
| Iugoslavia   | HŠK Građjanski Zagreb                                                                   |
| România      | ASC Venus București                                                                     |

## Prima rundă
| Echipa 1        | Scor gen. | Echipa 2             | Tur | Retur |
| --------------- | --------- | -------------------- | --- | ----- |
| Slavia Prague   | 3–5       | Ferencváros          | 2–2 | 1–3   |
| First Vienna    | 2–2a      | Young Fellows Zurich | 2–1 | 0–1   |
| AGC Bologna     | 2–7       | Austria Wien         | 1–2 | 1–5   |
| Venus București | 5–10      | Újpest               | 4–6 | 1–4   |
| Admira Wien     | 3–3a      | Sparta Prague        | 1–1 | 2–2   |
| Genoa           | 6–1       | Građanski            | 3–1 | 3–0   |
| Hungária MTK    | 3–4       | Lazio                | 1–1 | 2–3   |
| Grasshoppers    | 6–5       | Prostějov            | 4–3 | 2–2   |

- a Meci decis de playoff.

### Playofful
| Echipa 1     | Scor | Echipa 2                |
| ------------ | ---- | ----------------------- |
| First Vienna | 2–0  | FC Young Fellows Zurich |
| Admira Wien  | 2–0  | Sparta Prague           |

## Sferturi de finală
| Echipa 1     | Scor gen. | Echipa 2     | Tur | Retur |
| ------------ | --------- | ------------ | --- | ----- |
| Ferencváros  | 2–2a      | First Vienna | 2–1 | 0–1   |
| Austria Wien | 7–5       | Újpest       | 5–4 | 2–1   |
| Lazio        | 8–4       | Grasshoppers | 6–1 | 2–3   |
| Admira Wien  | b         | Genoa        | 2–2 | –     |

- a Meci decis de playoff.
- b Returulnu s-a disputat; ambele echipe au fost descalificate.

### Sferturi de finală playoff
| Echipa 1    | Scor | Echipa 2     |
| ----------- | ---- | ------------ |
| Ferencváros | 2–1  | First Vienna |

## Semifinale
| Echipa 1     | Scor gen. | Echipa 2    | Tur | Retur |
| ------------ | --------- | ----------- | --- | ----- |
| Austria Wien | 5–7       | Ferencváros | 4–1 | 1–6   |

 Lazio

## Finala
| Echipa 1    | Scor gen. | Echipa 2 | Tur | Retur |
| ----------- | --------- | -------- | --- | ----- |
| Ferencváros | 9–6       | Lazio    | 4–2 | 5–4   |

| Ferencváros                           | 4–2 | Lazio                |
| ------------------------------------- | --- | -------------------- |
| Toldi 22' Sárosi 53', 59' (pen.), 73' |     | Busani 26' Piola 64' |

| Lazio                        | 4–5 | Ferencváros                                  |
| ---------------------------- | --- | -------------------------------------------- |
| Costa 4' Piola 19', 24', 36' |     | Sárosi 6' (pen.), 8', 80' Toldi 37' Kiss 71' |

| Campionii Cupei Mitropa 1937 |
| ---------------------------- |
| Ferencváros 2-lea Titlu      |

## Top golgeteri
| Loc | Jucător       | Club        | Goluri |
| --- | ------------- | ----------- | ------ |
| 1   | György Sárosi | Ferencváros | 12     |
| 2   | Silvio Piola  | Lazio       | 10     |
| 3   | Géza Toldi    | Ferencváros | 9      |